# Дом Вильгельма Циммермана (Щецин)
Дом Вильгельма Циммермана — жилой дом, расположенный на углу улиц Монте-Кассино и Мазурской, на площади Возрождения, в округу Щецина Центрум, в районе Средместье.

## История
Архитектор В. Трост был автором первого проекта доходного дома, созданного в 1894 году для торговца Луиса Кона. Три года спустя участок был приобретен архитектором Вильгельмом Циммерманом. Циммерман изменив первоначальный проект и возвел четырехэтажное угловое здание. С 1905 года до Второй мировой войны здание еще несколько раз переходило из рук в руки. Во время бомбардировок Щецина крыша здания была разрушена вместе с третьим этажом. После окончания войны здание было перестроено в упрощенном виде без восстановления поврежденных деталей. Через некоторое время скатная крыша была снята и надстроен дополнительный этаж.